# オニヌマエビ
オニヌマエビ（鬼沼蝦、学名: Atyopsis spinipes）は、十脚目ヌマエビ科に分類されるエビの一種。西太平洋沿岸の熱帯域の川に生息する大型のヌマエビである。ペットとして飼育されることもある。オニヌマエビ属 Atyopsis は、本種と A. moluccensis (De Haan, 1849) の2種だけで構成される。

## 特徴
成体は体長71mmに達するが、50mmまでの個体が多い。日本産ヌマエビ類では最大種で、標準和名の「オニ（鬼）」も大型であることを表している。種内ではメスの方がオスよりも大きい。額角は短く、下縁のみに3-8個（通常4-5個）の鋸歯があり、上縁には鋸歯がない。5対の歩脚のうち、第1・第2歩脚が鋏脚となり、この先端に長い毛が並んで生える。またその後ろにある第3歩脚は歩脚の中で最も太くて長い。第3-第5歩脚は長節・腕節・前節（それぞれ腿・膝・脛に見える部分）が太く発達するが、指節（脚の最も先端の関節）は短くて小さい。
小スンダ列島、サモア、九州南部まで、西太平洋の熱帯海域沿岸に分布する。タイプ産地はフィリピン諸島である。日本では九州南端の記録があるが、多く見られるのは南西諸島である。
熱帯域の流れの速い川に生息する。水流に向かって2対の鋏脚を広げ、鋏脚の毛に引っ掛かったデトリタス等の流下物を食べる。石垣島のオニヌマエビ個体群が諸喜田茂充によって研究されており、メスの抱卵期は5月中旬-9月初旬、産卵盛期は7-8月、卵は0.52×0.32mmの楕円球形と報告されている。両側回遊の生活史をもち、卵から孵化したゾエア幼生は海に流され、海で稚エビまで成長して川を遡る。
他のヌマエビ類と同様に食用や肥料に利用されるが、産業における重要度はそれほどではなかった。しかし20世紀後半頃からはアクアリウムにおける飼育生物の一つとして流通・販売がなされるようになった。但しインド太平洋熱帯域におけるヌマエビ類の多様性は高いため、「オニヌマエビ」で流通しているものが厳密に本種である保証はない。

## 同属種

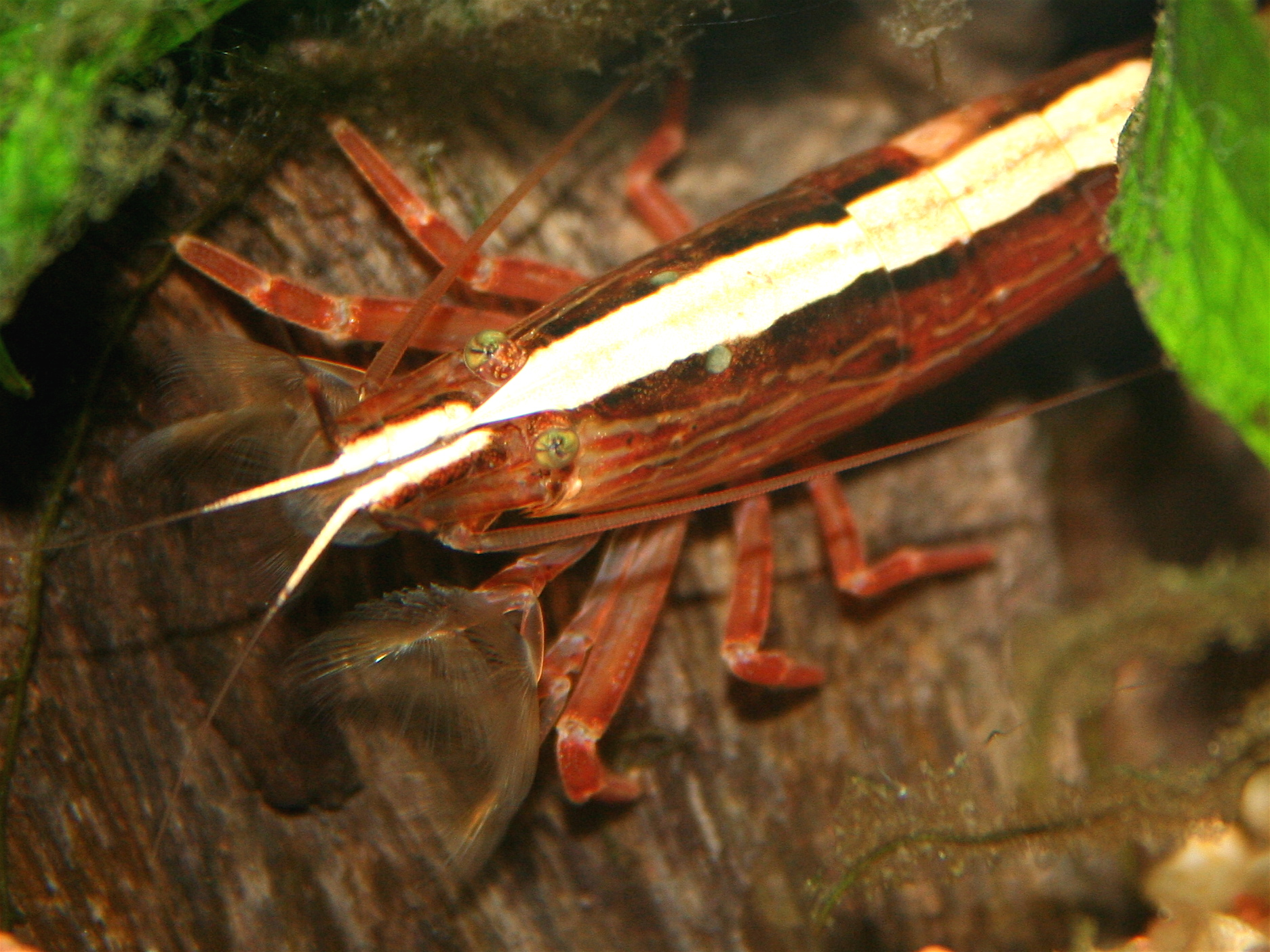
Atyopsis moluccensis

Atyopsis moluccensis (De Haan, 1849)
オニヌマエビより大きい体長86mmの記録がある。スリランカからフィリピンまでのインド太平洋熱帯域に分布する。タイプ産地はマレー半島のムラカ（マラッカ）で、学名の種小名も「マラッカに棲む」という意味である。オニヌマエビと同様にアクアリウムで飼育されるが、しばしば混同される。